# Camp retranché d'Auvers-le-Hamon
Le camp retranché d'Auvers-le-Hamon est un éperon barré situé à Auvers-le-Hamon, dans la Sarthe. Les vestiges trouvés sur le site sont datés du Néolithique.

## Description
Le camp retranché d'Auvers-le-Hamon est protégé naturellement au sud et à l'est par le coteau de la rivière du Treulon, et artificiellement à l'ouest et au nord par un talus en terre semi-circulaire, consolidé par la présence de gros moellons de pierre.

## Protection
Le site fait l'objet d'un classement aux monuments historiques depuis le 8 janvier 1976.